# Harcèlement (roman)
Pour les articles homonymes, voir Harcèlement (homonymie).
Harcèlement (titre original : Disclosure) est un roman policier écrit par Michael Crichton et publié aux États-Unis en 1994.
La traduction en français par Bernard Gilles paraît la même année à Paris aux éditions Robert Laffont.

## Résumé
Dans une société d'informatique, un employé, Tom Sanders, doit se défendre contre des accusations de harcèlement sexuel non fondées. 

## Adaptation
- 1994 : Harcèlement, film américain réalisé par Barry Levinson, est une adaptation cinématographique de ce roman, avec Michael Douglas (Tom Sanders) et Demi Moore (Meredith Johnson)